# Антоній Болеслав Добровольський
Антоній Болеслав Добровольський (пол. Antoni Bolesław Dobrowolski; нар. 6 червня 1872, Дворшовиці-Костельні — пом. 27 квітня 1954, Варшава) — польський геофізик, метеоролог, науковий дослідник. Творець окремої галузі знань — кріології.

## Життєпис
Народившись у нужденній сім'ї, він із 12-річного віку, бувши учнем гімназії у Варшаві, заробляв собі на прожиток, навчаючи молодших школярів. Його причетність до нелегальної політичної діяльності поляків обернулася трирічним строком ув'язнення на Кавказі, але через два роки він утік у Швейцарію, де почав здобувати вищу освіту, а ще через рік, у 1895, опинився у Бельгії, де вступив в університет у місті Льєж.
Ще бувши студентом біології, фізики та хімії Льєзького університету, взяв участь у Бельгійській антарктичній експедиції (1897—1899) як помічник метеоролога. Спочатку Генрик Арцтовський, який відав фізичними спостереженнями, безуспішно переконував командира експедиції Адрієна де Жерлаша взяти його з собою, але коли їхньому кораблю «Бельжика» довелося повернутися в Остенде на ремонт, а судновий лікар і один матрос звільнилися, з Добровольським підписали контракт на роботу матросом.
Одначе вже в березні 1898 року його значний науковий внесок спонукав де Герлаша офіційно клопотатися за нього. Тоді ж експедиційний корабель «Бельжика» затерло льодами у морі Беллінсгаузена; учасники експедиції провели першу, тринадцятимісячну зимівлю в Антарктиді. Таким чином, Добровольський разом з Арцтовським були першими, хто провів цілорічні метеорологічні та гідрографічні спостереження Антарктики. Крім того, він вивчав кристалографію льоду та світлові явища в льодових хмарах. Ці дані дозволили йому написати монументальний трактат про кристалографію льоду та снігу. Він також автор єдиної оригінальної польської праці про полярні експедиції.
Після повернення з Антарктики він отримав у Бельгії стипендію на вивчення своїх вислідів, працював у бельгійському полярному бюро у Брюсселі а також співробітничав із Жоржем Лекуантом у Королівській обсерваторії Бельгії.
1907 року на хвилі амністії для політичних емігрантів, оголошеної царем Миколою II, повернувся у Польщу, де пропрацював учителем до 1914 року. З 1914 до 1917 року був науковим стипендіатом у Швеції, де вів дослідження атмосферного льоду та кристалографії льоду. 1917 року повернувся у Варшаву. Працював у польському освітньому відомстві.
У 1927—1929 рр. був директором Державного метеорологічного інституту. З 1929 до 1949 року очолював Товариство геофізиків. Був ініціатором створення Варшавської сейсмологічної обсерваторії. Керував польськими науково-дослідними роботами протягом другого полярного року (1932—1933). Згодом організував наукову експедицію на острів Ведмежий.
Окрім геофізичних досліджень Добровольський займався також педагогікою. З 1927 до 1938 року був професором загальної педагогіки Вільного польського університету, в 1946—1954 роках — професором педагогіки Варшавського університету. З 1952 року був дійсним членом Польської академії наук.

## Природодослідник і гуманіст
Окрім природничих наук, Антоній Добровольський захоплювався гуманізмом і філософією. Критично ставився до вкладу польської наукової думки у світові здобутки світу минулих століть. Наголошував на необхідності суспільної просвіти та фінансування наукових досліджень. Мав негативне ставлення до будь-яких релігій, називаючи їх магіомістикою. Вважав, що за пізнавальністю вони є нічого не вартими вигадками.

## Увічнення пам'яті
На його честь названо неробочу польську дослідницьку станцію в оазі Бангера, острів в архіпелазі Палмера, пік і льодовик на острові Кінг-Джордж, а також вулицю у варшавському районі Бемово.

## Публікації
- Wyprawy polarne (1914)
- Drogowskazy (1918)
- Historia naturalna lodu (1923)
- Mój życiorys naukowy (1928, 1958)

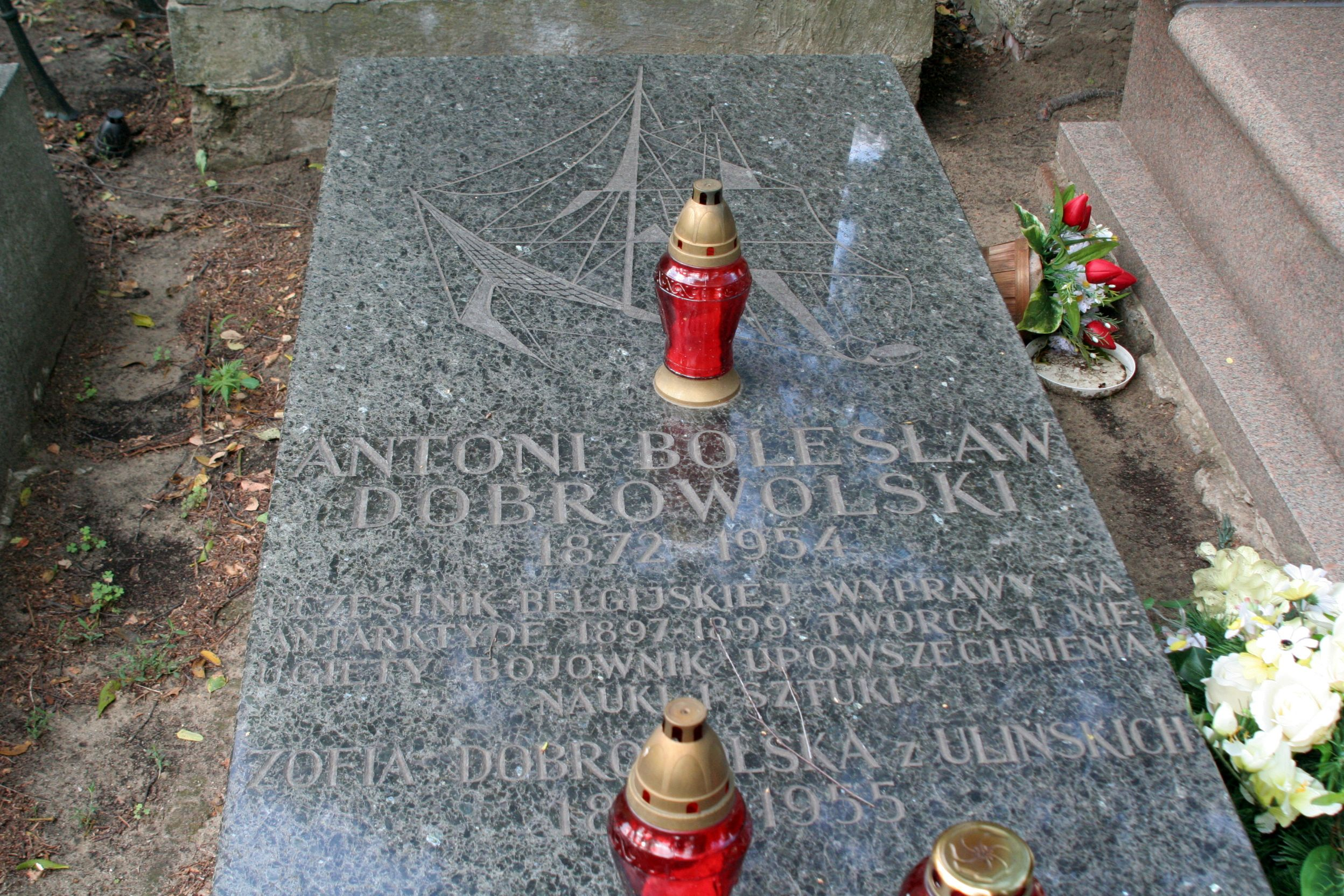
Могила А. Б. Добровольського на Військових Повонзках

- Zagadnienia szkoły powszechnej jako zasadnicze zagadnienie naszej cywilizacji (1932)
- Życie w krainach lodu (1932)
- Męczennicy polarni (1933)
- Najpiękniejsze klejnoty natury. Kryształki lodu i zagadnienie piękna (1946)
- Wspomnienia z wyprawy polarnej (1950)
- Pisma pedagogiczne t. 1-3 (1958—1964)